# Emanuele Bombini
Emanuele Bombini (San Ferdinando di Puglia, 2 juli 1959) is een voormalig Italiaans wielrenner. Hij nam diverse malen deel aan de Ronde van Italië maar viel vaak net buiten de prijzen bij de dagzeges. Ook in de Waalse klassiekers kon Bombini goed mee. Hij was beroepsrenner tussen 1981 en 1991. In 1993 werd hij ploegleider bij Mecair-Ballan, waarna hij tussen 1993 en 1996 successen vierde als ploegleider van Gewiss-Ballan. 

## Belangrijkste overwinning
1985
- Milaan-Vignola
- 5e etappe Ronde van Italië

## Resultaten in voornaamste wedstrijden
| Jaar | Milaan-San Remo | Gent-Wevelgem | Ronde van Vlaanderen | Amstel Gold Race | Luik-Bast.‑Luik | Ronde van Lombardije | Waalse Pijl |  | WK op de weg |
| ---- | --------------- | ------------- | -------------------- | ---------------- | --------------- | -------------------- | ----------- |  | ------------ |
| 1981 | 17e             |               |                      |                  |                 | 7e                   |             |  |              |
| 1982 |                 |               |                      |                  |                 | 12e                  | 41e         |  |              |
| 1983 | 41e             |               |                      |                  |                 |                      |             |  |              |
| 1984 | 38e             |               |                      |                  |                 | 9e                   |             |  |              |
| 1985 | 71e             |               |                      |                  | 14e             |                      | 6e          |  | 42e          |
| 1986 | 13e             | 49e           |                      |                  |                 |                      | 13e         |  |              |
| 1987 | 37e             | 32e           | 34e                  |                  | 9e              |                      | 24e         |  | 54e          |
| 1988 |                 |               |                      | 45e              |                 |                      | 13e         |  |              |
| 1989 | 24e             |               |                      |                  |                 |                      |             |  | 23e          |